# أنيتا شريف
أنيتا شريف (بالإنجليزية: Anita Shreve)‏ (7 أكتوبر 1946، ديدام في الولايات المتحدة - 29 مارس 2018، نيوفيلدز في الولايات المتحدة)؛ كاتِبة، سيناريست، صحفية وروائية أمريكية. درست في جامعة تافتس.

## روابط خارجية
- أنيتا شريف على موقع IMDb (الإنجليزية)
- أنيتا شريف على موقع ديسكوغز (الإنجليزية)
- أنيتا شريف على موقع قاعدة بيانات الفيلم (الإنجليزية)